# Castell de la península de Trakai
El Castell de la península de Trakai (en lituà: Trakų pusiasalio pilis) és un dels castells de Trakai, Lituània. Està situat en una península entre el sud del llac Galvė i del llac Luka. Construït al voltant de 1350-1377 per Kęstutis, duc de Trakai, era una important estructura defensiva per a protegir Trakai i Vílnius, la capital del Gran Ducat de Lituània, enfront dels atacs dels Cavallers Teutònics. La major part del castell va ser destruït al segle xvii. La resta de les parets i les torres són preservats i protegits pel Parc Nacional Històric de Trakai.

## Descripció
El castell tenia set torres connectades per un mur de 10 m d'alçada. Les tres torres més grans, que mesuren 15 × 15 m, protegien el flanc sud-oest més vulnerable. Un gran fossat de 12–14 metres d'ample separa l'estructura de la ciutat. El castell va ser atacat durant les guerres civils de 1382 i 1383 i el 1390. Després del Tractat de Melno el 1422, el castell va perdre la seva importància com a fortalesa defensiva i se sap que els grans ducs ho van utilitzar com a residència. Segimon I Kęstutaitis va ser assassinat en el castell el 20 de març 1440.
Al segle xvi el castell va ser utilitzat com a presó. Fou destruït durant la guerra russopolonesa (1654-1667) i mai no va ser reconstruït. El territori va ser concedit a un frare dominicà el 1678 per Marcjan Aleksander Ogiński, voivoda de Trakai, encara que no va ser fins a la dècada de 1770 que els frares finalment van construir el seu monestir i l'església; aquests edificis formen part part del conjunt del castell.

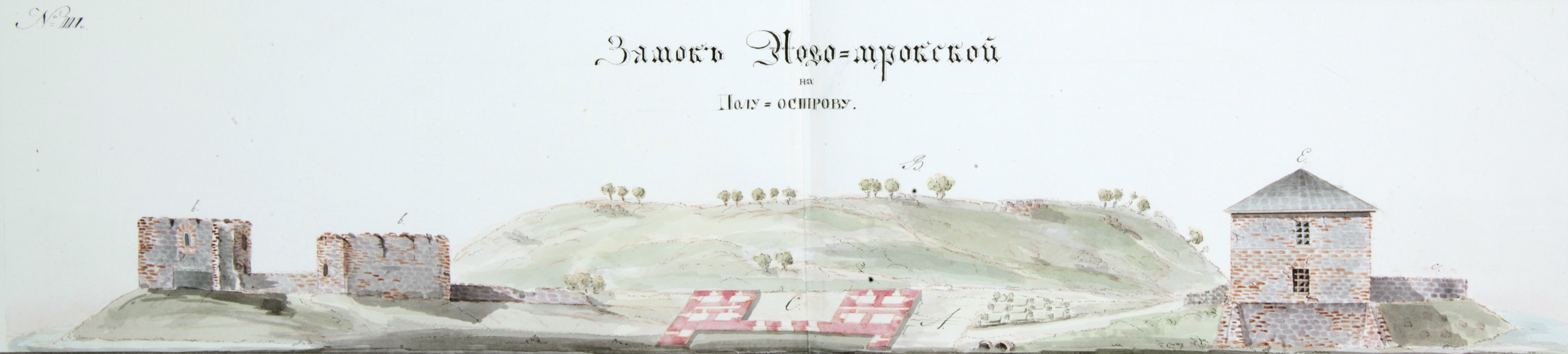
Dibuix del castell de l'any 1827

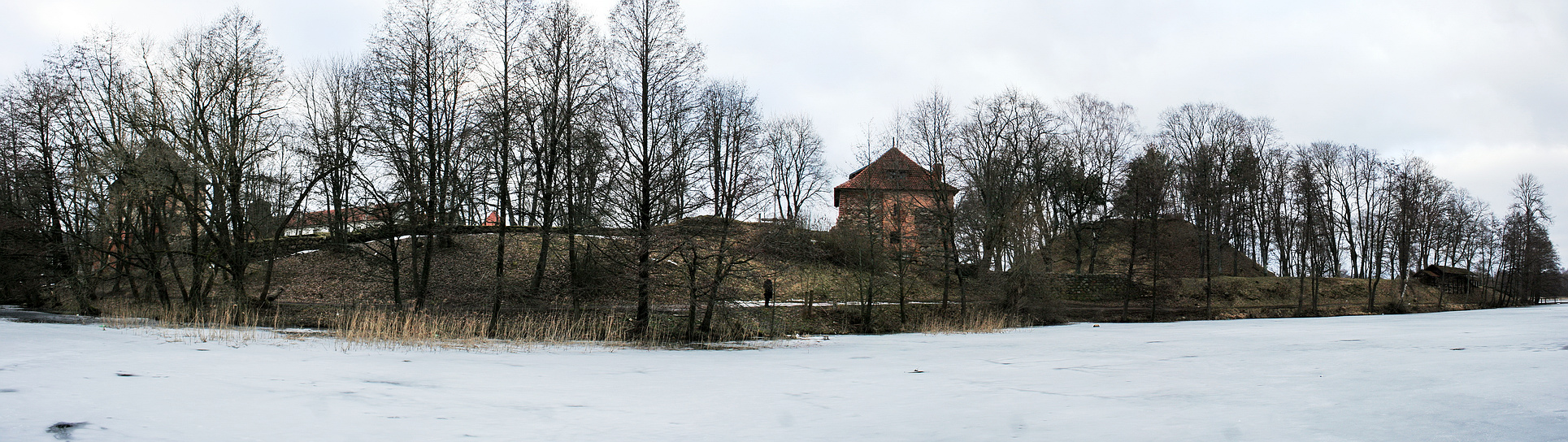
Castell de la península de Trakai (2007)